# Mr. Gun
Pour les articles homonymes, voir Sledgehammer.
Mr. Gun (Sledge Hammer!) est une série télévisée américaine en 41 épisodes de 25 minutes créée par Alan Spencer (en) et diffusée du 23 septembre 1986 au 12 février 1988 sur le réseau ABC.
En France, la série a été diffusée à partir du 19 janvier 1987 sur la chaîne Canal+.

## Synopsis
Cette série met en scène les aventures de l'excentrique inspecteur Sledge Hammer, un officier de police de la brigade criminelle de San Francisco. Le personnage est une parodie loufoque de celui de l'inspecteur Harry.
Homme excessif, misogyne, sadique, insensible et totalement ingérable, Hammer essaie généralement de régler ses problèmes avec son imposant revolver .44 Magnum qu'il surnomme « Mr. Gun », et à qui il parle comme si c'était un être humain.
Un autre trait caractéristique de Hammer est son utilisation incessante d'une phrase fétiche, qu'il prononce notamment quand il tente de rassurer son entourage (principalement ses coéquipiers) inquiet de son comportement hors-normes, Hammer disant alors : « Ayez confiance, je sais ce que je fais » (en version originale : Trust me, I know what I'm doing), ce qui est souvent le prélude à une catastrophe de sa part...

## Distribution
- David Rasche (VF : Jean Barney[2]) : l'inspecteur Sledge Hammer
- Anne-Marie Martin (en) : l'inspectrice Dori Doreau, partenaire de Hammer
- Harrison Page : le capitaine Trunk, le supérieur hiérarchique des deux policiers

## Épisodes

### Première saison (1986-1987)
1. Titre français inconnu (Pilot)
2. Titre français inconnu (Hammer Gets Nailed)
3. Titre français inconnu (Witless)
4. Titre français inconnu (They Shoot Hammers, Don't They?)
5. Titre français inconnu (Dori Day Afternoon)
6. Titre français inconnu (To Sledge, with Love)
7. Titre français inconnu (All Shook Up)
8. Titre français inconnu (Over My Dead Bodyguard)
9. Titre français inconnu (Magnum Farce)
10. Titre français inconnu (If I Had a Little Hammer)
11. Titre français inconnu (To Live and Die on TV)
12. Titre français inconnu (Miss of the Spider Woman)
13. Titre français inconnu (The Old Man and the Sledge)
14. Titre français inconnu (State of Sledge)
15. Titre français inconnu (Haven't Gun, Will Travel)
16. Titre français inconnu (The Color of Hammer)
17. Titre français inconnu (Brother, Can You Spare a Crime?)
18. Titre français inconnu (Desperately Seeking Dori)
19. Titre français inconnu (Sledgepoo)
20. Titre français inconnu (Comrade Hammer)
21. Titre français inconnu (Jagged Sledge)
22. Titre français inconnu (The Spa Who Loved Me)

### Deuxième saison (1987-1988)
1. Titre français inconnu (A Clockwork Hammer)
2. Titre français inconnu (Big Nazi on Campus)
3. Titre français inconnu (Play It Again, Sledge)
4. Titre français inconnu (Wild About Hammer)
5. Titre français inconnu (The Death of a Few Salesmen)
6. Titre français inconnu (Vertical)
7. Titre français inconnu (Dressed to Call)
8. Titre français inconnu (Hammer Hits the Rock)
9. Titre français inconnu (Hammeroid)
10. Titre français inconnu (Last of the Red Hot Vampires)
11. Titre français inconnu (Sledge in Toyland)
12. Titre français inconnu (Icebreaker)
13. Titre français inconnu (They Call Me Mr. Trunk)
14. Titre français inconnu (Model Dearest)
15. Titre français inconnu (Sledge, Rattle & Roll)
16. Titre français inconnu (Suppose They Gave a War & Sledge Came?)
17. Titre français inconnu (The Secret of My Excess)
18. Titre français inconnu (It Happened What Night?)
19. Titre français inconnu (Here's to You, Mrs. Hammer)

## Commentaires
Cette série est une parodie de la célèbre saga de films Inspecteur Harry datant des années 1970, notamment son personnage principal, l'inspecteur Harry Callahan interprété par Clint Eastwood.